# Aggro Berlin
Aggro Berlin är ett tyskt skivbolag som grundades 2001. De första artisterna som skrev kontrakt var Sido och B-Tight. Artister som tillkommit senare är Fler och Tony D.
Aggro Berlin är känt för sina provokativa och "hårda" texter, som ofta handlar om droger och sex. Många texter är sexistiska, till exempel låtarna "arschficksong" (Arselknullarsången), "Bums mich" (Knulla mig) och "Das Eine" (Den ende).
Aggro Berlin arbetar för att bli kända utomlands, bolaget har startat ett samarbete med Universal Deutschland för hjälp med marknadsföring och Sidos album Eine Hand waescht die Andere innehåller låtar som tagits fram tillsammans med bland annat brittiska och polska artister.
Aggro Berlins dröm om att expandera internationellt har svalnat, och den första april 2009 upphörde Aggro Berlin att existera som skivbolag. Veckorna innan skiljde sig rapparen Fler från bolaget, för att fortsätta karriären på egen hand.

## Kommande releases
Kitty Kat kommer släppa sitt första soloalbum "Miyo" den fjärde september 2009.
Tony-D har ett färdigt album som planerades att släppas under maj månad 2009, det kommer dock släppas den elfte september 2009 och kommer heta "für die Gegnaz" (tal "för motståndarna").
Den elfte september kommer även ett album släppas från Sektenmuzik, ett skivbolag som Sido grundade. Albumet kommer att innehålla låtar med Sido, B-tight, Tony D samt de påskrivna artisterna hos Sektenmuzik.
Sido släpper sitt fjärde studioalbum den tjugotredje oktober 2009. Det kommer heta Aggroberlin.